# Solar Music
Solar Music ist das bekannteste Musikstück der deutschen Rockgruppe Grobschnitt. Es ist, nach Aussagen der Band, auf jedem Konzert von der Bandgründung 1971 bis zur Auflösung im Jahr 1989 gespielt worden. Beachtlich ist die Länge des Stückes, je nach Ausführung war es mindestens 30 Minuten lang, konnte aber auch mehr als eine Stunde dauern.
„Solar Music“ entwickelte sich im Laufe der Jahre immer weiter. Keine Aufnahme klingt vollständig wie die andere. Es gibt eine Grundstruktur, um die die Musiker improvisieren, weswegen es möglich war, das Lied bislang 23-mal zu veröffentlichen (ohne Remastering-Versionen), dreimal davon offiziell von der Gruppe Grobschnitt als Schallplatte/CD, einmal auf Video, der Rest geht auf das Konto des ehemaligen Schlagzeugers Joachim Ehrig (Eroc), der in seinem Studio alte Grobschnittaufnahmen restauriert und die besten Mitschnitte wieder veröffentlicht. Durch die Entwicklung änderte sich auch der Name von „Solar Music“ in „Powerplay“ (ab 1979) und schließlich in „Sonnentanz“, wobei das Lied immer mit beiden Namen angesagt wurde.
„Solar Music“ galt als Höhepunkt eines jeden Konzertes und bestand aus Musik und Show. Visuelle Hauptakteure waren künstlicher Nebel, der zuweilen den gesamten Saal einhüllte, rätselhafte Figuren, die auftauchten, etwa Monster, die Feuerrituale veranstalteten, Monster, die mit Laserschwertern kämpften, und Feuerwerk, das auch mal mit einem Winkelschleifer entstehen konnte.

## Veröffentlichungen in der aktiven Zeit von Grobschnitt
Auf den insgesamt 14 Alben, die Grobschnitt in der Zeit ihres Bestehens veröffentlichte, ist „Solar Music“ dreimal zu finden. Zusätzlich gab es ein Video, das die Band auf ihrem letzten Konzert zeigt. So können insgesamt 4 Veröffentlichungen genannt werden.

### Studioversion
1974 kam die Doppel-LP „Ballermann“ heraus. „Solar Music“ musste auf zwei Schallplattenseiten aufgeteilt werden. Die Länge dieser Studioversion beträgt ca. 33 Minuten.
Nach hartem, gitarrenlastigem Anfang mit kurzem, verzerrten, sehr intensiven Gesangspart wird das Lied über 20 Minuten sehr sphärisch, meditativ, fast hypnotisch. Die Band verweilt über weite Teile auf der gleichen Harmonie; nacheinander kommen alle Musiker mit Soli zum Zug – mal harte Gitarrenklänge, mal getrommelte Melodien auf zahlreichen unterschiedlich gestimmten Tomtoms, mal sphärische Keyboardklangteppiche oder eine Stimme, die fragt: „Do You Hear Solar Music?“ und diverse Geräusche. Im Gesamtwerk wird diese Version als gelungen angesehen, wenn auch als sehr kurz, bedenkt man die Dauer anderer Versionen von einer Stunde und länger.
Besetzung:
- Eroc (Joachim Ehrig): Schlagzeug, Perkussion, elektronische Effekte
- Lupo (Gerd-Otto Kühn): Sologitarre
- Mist (Volker Kahrs): Keyboards
- Baer (Bernhard Uhlemann): Bass
- Wildschwein (Stefan Danielak): Gesang, Gitarre

### Liveversion
1978 wurde mit der LP Solar Music – Live das Stück ein zweites Mal – diesmal live – herausgebracht. Es ist das einzige Stück auf der LP, ist aber wahrscheinlich aus GEMA-rechtlichen Gründen in mehrere Titel (wie Mülheim Spezial – die Aufnahme wurde in Mülheim gemacht) unterteilt. Auch hier muss man die LP umdrehen, um das komplette Lied zu hören. Auf der remasterten CD kommt Solar Music auf 54, mit Zugabe auf 66 Minuten.
Der Anfang des Stückes ist ähnlich wie jener der Studioversion, außer dass der Gesangspart wesentlich länger ausfällt. Danach ergießen sich ausschweifende meditative Klangteppiche, solistisch ausgefeilte Improvisationen sowie ellenlange Gitarrensoli, aber auch Klamauk über den Hörer, wie etwa eine Stimme, die zu unterlegter Marschmusik erklärt: „Wir möchten es nicht versäumen, Sie darauf hinzuweisen, dass der künstliche Nebel, den Sie bereits seit zehn Minuten einatmen, eine äußerst giftige Substanz darstellt, die bereits nach wenigen Augenblicken zur Bewusstlosigkeit und zum Tode führen kann. Wir danken Ihnen für das Vertrauen, das Sie uns entgegengebracht haben ...“. Als Verulkung der Behauptungen, in Rockmusik seien häufig satanische Botschaften versteckt, wird die Warnung anschließend ein zweites Mal, diesmal rückwärts, wiederholt.
In der Besetzung gab es gegenüber der Version von 1974 lediglich eine Abweichung – den Bass spielte diesmal Wolfgang Jäger genannt Pepe, Popo oder Hunter.
Besetzung:
- Eroc (Joachim Ehrig): Schlagzeug, Perkussion, elektronische Effekte
- Lupo (Gerd-Otto Kühn): Sologitarre
- Mist (Volker Kahrs): Keyboards
- Pepe / Popo / Hunter (Wolfgang Jäger): Bass
- Wildschwein (Stefan Danielak): Gesang, Gitarre

### Sonnentanz
1985 wurde „Solar Music“ als Sonnentanz ein drittes Mal veröffentlicht. Auch hier ist es das einzige Stück auf der LP, wieder unterteilt in mehrere Titel, die ohne Unterbrechung ineinander übergehen.
Die Besetzung, aber auch der Musikstil von Grobschnitt hatte sich in der Zwischenzeit stark gewandelt. Solar Music hatte sich nach 13 Jahren so weit entwickelt, dass das Stück fast nicht mehr mit der Studioversion von 1974 zu vergleichen ist. Der Anfangsteil fällt komplett anders aus, danach folgen lange Soli von Lupo und Wildschwein. Die restlichen Musiker wirken – im Gegensatz zu alten Versionen, wo es melodiöse Schlagzeugsoli gab und auch Bass und besonders das Keyboard wichtige Parts übernahmen – nur als Beiwerk. Von einigen Hörern wird der Gesang bemängelt, der gelegentlich mit Texten eingeflochten wird (Öffne eine Hand unter der Zeit – Halt die Sonne, wenn sie fällt – Energien ohne Anfang – Explosionen einer Welt – Mit dem Rücken an der Wand – alle Wölfe sind gezählt – sieben Blinde sind vergessen – Explosion in meiner Welt ...). Die Version kommt auf ca. 34 Minuten.
Besetzung:
- Lupo (Gerd-Otto Kühn): Sologitarre, akustische Gitarre
- Milla Kapolke: Bass, akustische Gitarre
- Toni Moff Mollo (Rainer Loskand): Gesang, Licht
- Wildschwein (Stefan Danielak): Gesang, Gitarre, Saxophon
- Peter Jureit: Schlagzeug, Naturflöte
- Thomas „Tarzan“ Waßkönig: Keyboards

### Last Party – Sonnentanz II
1990 wurde Solar Music ein viertes Mal auf Video veröffentlicht. Es handelt sich hierbei um eine ähnliche Version wie Sonnentanz, die aber durch mehr Solos auf 52:30 Minuten gestreckt ist. Das Video war nur kurze Zeit erhältlich. Es war das Last-Party-Video von Grobschnitt, das den letzten Auftritt der Band am 4. Dezember 1989 zeigt.
Besetzung:
- Lupo (Gerd-Otto Kühn) Sologitarre, akustische Gitarre
- Toni Moff Mollo (Rainer Loskand) Gesang
- Wildschwein (Stefan Danielak) Gesang, Gitarre, Saxophon
- Admiral Top Sahne (Rolf Möller) Schlagzeug
- Sugar Zuckermann (Dirk Lindemann) Keyboards
- Harry Stulle Portier (Harald Eller) Bass

## German Television Proudly Presents
Im Rahmen eines Deutschrockfestivals trat Grobschnitt 1978 auch im Rockpalast auf und spielte drei Lieder, darunter auch eine 54:30-Minuten-Version von Solar Music, die der Version der Schallplattenaufnahme desselben Jahres ähnelte. Die Gruppe hatte dabei unter technischen Problemen zu leiden – so ist die komplette Aufnahme hindurch ein lauter Brummton zu hören.

## The Story of ...
Als „Eroc“ 1994 eine Doppel-CD mit dem Namen The Story of Grobschnitt veröffentlichte, wurde Solar Music ein fünftes Mal veröffentlicht.
Der Erfolg der Story zog 11 weitere Story-CDs nach sich, von denen fünf Doppel-CDs jeweils mindestens zwei Versionen von "Solar Music" enthielten. Weiterhin gibt es mehrere Konzert-CDs, auf denen Solar Music enthalten ist, so dass die Zahl der Veröffentlichungen bei 23 (incl. Remaster-Versionen der Studio- und der offiziellen Live-Version von 1978) liegt. Zusätzlich gibt es noch die Rockpalastaufnahme.

## Chronologische Reihenfolge der Veröffentlichungen mit Aufnahmeort und Länge
Urversion Solar Music
- 1969 – Suntrip Hagen 12:00
- 1973 – Osterholz – 40:00
- 1973 – Winterhude – 36:00
- 1974 – Studio – 33:00
- 1975 – Hagen – 44:00
- 1975 – Gevelsberg – 42:00
- 1976 – Plochingen 59:22
- ca. 1976/77 – Mysteria – Hier ist über Aufnahmezeit und Ort nichts bekannt – 55:00
- 1977 – Lünen – 56:00
- 1977 – Bielefeld – 55:00
- 1977 – Gütersloh – 54:45
- 1978 – Berlin – 55:00
- 1978 – Mülheim – 54:00
- 1978 – Warburg – 58:00

Powerplay
- 1979 – Köln – 35:10
- 1979 – Wesel – 29:09
- 1979 – Emden – 29:29
- 1979 – Münster – 29:00
- 1981 – Osnabrück – 38:00
- 1981 – Meschede – 38:00
- 1981 – Donaueschingen – 38:00
- 1981 – Essen – 38:00

Sonnentanz
- 1983 – Dortmund – 43:00
- 1983 – Düsseldorf – 42:00
- 1985 – Saarbrücken – 34:00
- 1989 – Hagen (Video) – 52:30
- 1996 – Solingen (Toni Moff Mollos Razzia) – 40:00
- 2008 – Menden – 42:30

## Diskografie
Auf diesen LPs/CDs/Videos ist mindestens eine Version von "Solar Music" zu finden. Interpret ist immer Grobschnitt.
- 1974 Ballermann
- 1978 Solar Music Live
- 1985 Sonnentanz – Live
- 1989 Last Party – Tourvideo
- 1994 Die Grobschnitt Story 1 (live Osnabrück 1981)
- 1996 Toni Moff Mollos Razzia Video (Live in Solingen 1996)
- 1998 Die Grobschnitt Story 2 (Private Solar Excursion = Improvisation von Solar Music)
- 2001 Die Grobschnitt Story 3 „The History of Solar Music“ Vol. 1 (Warburg 1978, Münster 1979 & Studio remastert 1974)
- 2002 Die Grobschnitt Story 3 „The History of Solar Music“ Vol. 2 (Mysteria ca. 1976 o. 1977, Köln 1979 & Osterholz 1973)
- 2002 Die Grobschnitt Story 3 „The History of Solar Music“ Vol. 3 (Meschede 1981 & Hagen 1975, sowie ein Ausschnitt der Urversion von 1969 der Vorgängerband Crew)
- 2003 Die Grobschnitt Story 3 „The History of Solar Music“ Vol. 4 (Berlin 1978 & Lünen 1977)
- 2003 Die Grobschnitt Story 4 „Illegal Tour 1981 Complete“ (Essen 1981)
- 2004 Die Grobschnitt Story 3 „The History of Solar Music“ Vol. 5 (Gevelsberg 1975 & Dortmund 1983)
- 2004 Die Grobschnitt Story 5 (Winterhude 1973)
- 2006 The International Story (Berlin 1978)
- 2007 Silver Mint Records Donaueschingen 1981-2
- 2007 Silver Mint Records Bielefeld 1977-2
- 2007 Silver Mint Records Düsseldorf 1983-2
- 2008 Silver Mint Records Plochingen 1976-2
- 2008 Silver Mint Records Wesel 1979-2
- 2008 Grobschnitt 2008 Live (Menden 2008)
- 2008 Silver Mint Records Emden 1979
- 2008 Silver Mint Records Osnabrück 1981-2
- 2009 Silver Mint Records Hilchenbach 1974-2
- 2009 Silver Mint Records Oberhausen 1977-2
- 2009 Silver Mint Records Wuppertal 1979-2
- 2010 Silver Mint Records Gütersloh 1977-2
- 2010 Silver Mint Records Münster 1977-2
- 2010 Silver Mint Records St.Augustin 1977-2
- 2010 Silver Mint Records Göppingen 1979
- 2011 Silver Mint Records Hamm / Sieg 1975-2
- 2011 Silver Mint Records Oldenburg 1977-2
- 2011 Silver Mint Records Siegen 1979-2
- 2011 Silver Mint Records Trier 1979
- 2012 Silver Mint Records Lünen 1977-2
- 2012 Silver Mint Records Trier 1981-2
- 2012 Silver Mint Records Kassel 1978-2
- 2012 Silver Mint Records Power Play Rehearsals 1980
- 2013 Silver Mint Records Brunsbüttel 1973-2
- 2013 Silver Mint Records Würzburg 1979
- 2013 Silver Mint Records Weissenohe 1978-2
- 2014 Silver Mint Records Berlin 1981-3
- 2014 Silver Mint Records Weingarten 1978-2
- 2014 Silver Mint Records Düsseldorf 1979-2
- 2015 Silver Mint Records Alsfeld 1979
- 2015 Silver Mint Records Bremen 1979-3
- 2015 Silver Mint Records Osterholz 1973-2
- 2015 Silver Mint Records Lüdenscheid 1976-2
- 2015 Silver Mint Records Aachen 1982-2
- 2016 Silver Mint Records Mülheim 1977-2
- 2016 Silver Mint Records Kassel 1979
- 2016 Solar Movie - Rockpalast ´78 / Berlin ´78
- 2017 Silver Mint Records Hagen 1974-2
- 2017 Silver Mint Records Hagen 1975-2
- 2017 Silver Mint Records Hohenlimburg 1977-2
- 2018 Silver Mint Records Koblenz 1981-3
- 2018 Silver Mint Records Neu-Ulm 1977-2
- 2018 Silver Mint Records Mannheim 1981-2
- 2019 Silver Mint Records Siegen 1977-2
- 2019 Silver Mint Records Hagen 1973-2
- 2019 Silver Mint Records Wattenscheid 1976-2
- 2020 Silver Mint Records Dortmund 1981-2
- 2021 Silver Mint Records Hamburg 1974-2
- 2021 Silver Mint Records Unknown Lokation 1975
- 2021 Silver Mint Records Bünde 1977-2
- 2021 Siver Mint Records Papenburg 1976-2
- 2022 Silver Mint Records Wesel 1979-2
- 2022 Silver Mint Records Gevelsberg 1975-2
- 2022 Silver Mint Records Osnabrück 1979-2
- 2023 Silver Mint Records Remblinghausen 1977-2
- 2023 Silver Mint Records München 1979-2
- 2023 Silver Mint Records Dortmund 1979-3
- 2024 Silver Mint Records Winterberg 1976-3
- 2024 Silver Mint Records Koblenz 1982-3
- 2024 Solar Music Live (2024 Remix)